# Ronco sopra Ascona
Ronco sopra Ascona är en ort och kommun i distriktet Locarno i kantonen Ticino, Schweiz. Kommunen har 524 invånare (2023).